# Oratorio di San Giovanni Battista in Poggiolo
L'oratorio di San Giovanni Battista in Poggiolo si trova a Montepulciano, in provincia di Siena e diocesi di Montepulciano-Chiusi-Pienza.

## Architettura
L'edificio venne eretto sul finire del XIII secolo dai monaci Silvestrini. La chiesa svolse la sua funzione sino alla metà del Seicento, dopodiché passò al Seminario Vescovile. In tempi recenti l'edificio è stato diviso in due piani.
Il quattrocentesco portale d'ingresso in travertino, proveniente dalla  chiesa di Santa Maria della Cavina, è composto da due paraste ioniche sorreggenti un architrave sormontato da un timpano. Alla sua destra è collocata una trecentesca lapide tombale effigiante un monaco.
All'interno sono tornati alla luce nel 1988 affreschi con Episodi della vita di san Silvestro datati 1412. Nello stesso lasso di tempo venne probabilmente eseguito l'altro affresco con la Crocifissione, la Madonna e san Giovanni.